# Parijsch-Zuid
Parijsch-Zuid is een woonwijk in het westen van de Gelderse stad Culemborg en maakt deel uit van de woonwijk Parijsch. In 2013 werd de overeenkomst getekend tussen de CV Ontwikkelingsmaatschappij Parijsch en enkele aannemers om 1350 woningen te bouwen. Naar verwachting zullen alle woningen in 2027 gerealiseerd zijn. Dankzij de wijk zal de gemeente Culemborg groeien van 27.500 inwoners in 2013 naar ruim 31.000 inwoners in 2027.
De wijk bestaat anno 2022 uit de volgende buurten:
- Centrum (140 woningen, gerealiseerd)
- De Bongerd (68 woningen, gerealiseerd)
- Forteneiland (177 woningen, in aanbouw)
- Het Rietveld (112 woningen, in aanbouw)
- Linieveld (326 woningen, gepland)
- Lokkershoek (151 woningen, in aanbouw)
- Sporthelden (288 woningen, in aanbouw)
- Voorzieningenstrook (58 woningen, in aanbouw)
- Weteringeiland (106 woningen, gerealiseerd)

In de loop van de jaren zijn de volgende aantallen woningen opgeleverd:
| jaar   | aantal |
| ------ | ------ |
| 2013   | 11     |
| 2014   | 34     |
| 2015   | 150    |
| 2016   | 67     |
| 2017   | 168    |
| 2018   | 143    |
| 2019   | 102    |
| 2020   | 93     |
| 2021   | 19     |
| 2022   | 94     |
| 2023   | 122    |
| Totaal | 1.003  |